# Karmraszen (Wajoc Dzor)
Karmraszen – wieś w Armenii, w prowincji Wajoc Dzor. W 2011 roku liczyła 252 mieszkańców.